# قلعه‌گردن (تنکابن)
قلعه گردن نام روستایی است از توابع بخش خرم‌آباد شهرستان تنکابن در استان مازندران کشور ایران.

## جمعیت
این روستا در دهستان بلده قرار گرفته و مرکز این دهستان بشمار می‌آید که بر اساس سرشماری مرکز آمار ایران در سال ۱۳۹۵، جمعیت آن ۱۳۱۸ نفر (۴۵۹ خانوار) بوده است.